# Taha El-Gamal
Taha Youssef El-Gamal (in arabo طه يوسف الجمل علي‎?; Il Cairo, 26 marzo 1923 – 1956) è stato un nuotatore e pallanuotista egiziano.

## Biografia
Ha rappresentato l'Egitto ai Giochi olimpici estivi di Londra 1948 ed ai Giochi olimpici estivi di Helsinki 1952 nel torneo di pallanuoto e alle gare di nuoto.
Nel 1948 ha partecipato alle gare dei 100m sl e Staffetta 4x200 sl, mentre per la pallanuoto ha gareggiato in entrambi i tornei olimpici.
Ai Giochi del Mediterraneo del 1951, ha vinto 1 bronzo nella Staffetta 4 × 200 m stile libero, ed 1 argento nella pallanuoto.